# برت پیتنود
برت پیتنود (انگلیسی: Bert Patenaude؛ ۴ نوامبر ۱۹۰۹ – ۴ نوامبر ۱۹۷۴) یک بازیکن فوتبال اهل ایالات متحده آمریکا بود.
وی همچنین در تیم ملی فوتبال ایالات متحده آمریکا بازی کرده‌است.